# Kristen punk
Kristen punk er en form for alternativ kristen musik, der spilles af bands, hvis medlemmer er åbent kristne. Teksterne afspejler som oftest deres tro, dog i varierende grad fra band til band. Bands som Relient K og MxPx.
Dele af genren, der specielt er henvendt til et kristent publikum, eksplicit gør opmærksom på deres tro og bruger kristne billeder i deres tekster, kan regnes som en del af den kristne musikindustri, der især i USA er vokset frem. På grund af punkmusikkens generelle ry og øvrige subgenrer, såsom hardcore punk, er mange bands dog ikke blevet anerkendt af de kristne grupper bag den kristne musikindustri. 
Kristen punks rødder i 1980'ernes musikalske miljø kan især spores tilbage til Chuck Smiths "Cavalry Chapel" i Orange County, Californien. En meget populær kristen punkgruppe, Undercover, spillede musik med hardcore-elementer, hvori teksten "God rules!" indgik jævnligt. De svenske punkbands Svarteskerm og Tekla Knös er nordiske varianter af kristen punk.
Blandt genrens udøvere og tilhængere anvendes begrebet JCHC ("Jesus Christ Hard Core") ofte som genrebetegnelse. 
| Musik | Spire Denne musikartikel er en spire som bør udbygges. Du er velkommen til at hjælpe Wikipedia ved at udvide den. |